# Bergmolen (Leopoldsburg)
De Bergmolen (ook: Molen van 't Kamp of Molen Bemindt) is een molenrestant dat zich bevindt aan de Molenstraat in Leopoldsburg in de Belgische provincie Limburg. Het is een ronde stenen molen die fungeerde als korenmolen.

## Geschiedenis
De molen werd opgericht in 1846 door Pieter Bemindt-Annemans, in opdracht van Pieter Beminez. Beminez en zijn opvolgers werkten vooral voor de militairen van het Kamp van Beverlo. In die tijd kon de molen een jaarproductie tot 400 ton graan bereiken. In 1935 werd het bedrijf echter stopgezet en werd het wiekenkruis verwijderd. De molenromp werd sindsdien als berging gebruikt. Van 1965-1968 was het een dancing voor de militairen, uiteraard Moulin Rouge genaamd.
Daarna kwam de molenromp in bezit van een handelaar, waarna ze meermaals opnieuw van eigenaar wisselde. In 2002 heeft eigenaar Jos Quintens de romp hersteld. Hij heeft plannen tot verdere restauratie, maar vooralsnog is er sprake van een, nu goed geconserveerde molenromp.
In 2012 verkocht Jos Quintens de molen aan de 19-jarige Rob Lemmens. Deze wil het gebouw renoveren tot woonst.